# Загасання радіосигналу

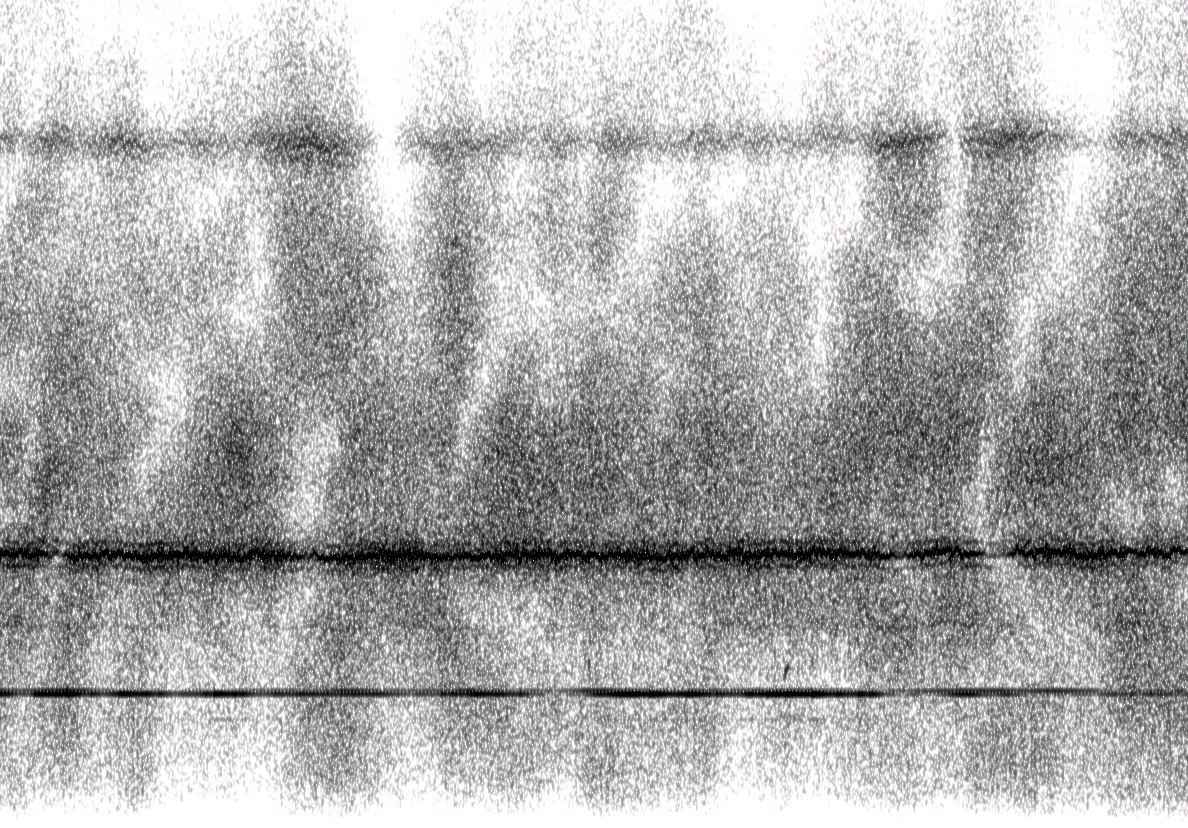
На спектрограмі видно зміну малюнку частотно модульованого сигналу в часі. Інтенсивність сірого тону на спектрограмі відповідає зміні радіочастоти

В бездротових мережах, затухання радіосигналу або федінг — це різновид затухання частотно-модульованого радіосигналу, що поширюється у визначеному середовищі. Рівень затухання сигналу може змінюватися в часі, залежить від географічного розташування або несучої частоти. В радіосистемах федінг спостерігається як результат відбиття і дублювання при поширенні сигналу (multipath induced fading) або затухання внаслідок перепон на шляху поширення радіосигналу.(shadow fading).